# Amar de nuevo
| Recensione | Giudizio |
| ---------- | -------- |
| AllMusic   |          |

Amar de nuevo è un album in studio del gruppo musicale cileno Inti-Illimani, pubblicato nel 1998.

## Descrizione
Questo progetto, composto in gran parte da brani inediti con musiche composte da Horacio Salinas e testi scritti da Patricio Manns, è dedicato a quei ritmi popolari latinoamericani e caraibici (bolero, cumbia, corrido, landò...) che negli anni precedenti erano stati sostanzialmente ignorati dal gruppo.
Come scrivono nelle note di copertina: "questo lavoro è un omaggio (sicuramente modesto e tardivo) alla música criolla latinoamericana [...] che attraversa centralmente l'identità culturale del nostro continente".
Continua il periodo turbolento del gruppo: prima di questo disco va via José Seves e subito dopo averlo inciso abbandona il gruppo anche Pedro Villagra. Entra Daniel Cantillana, proveniente dal gruppo Coré, e torna, dopo 16 anni, Jorge Ball.
Registrato tra il 26 giugno e l'11 luglio 1998 all'Estudio Del Sur di Santiago del Cile, il disco è stato pubblicato nello stesso anno dalla Emi Odeon Chile in formato CD. In questo periodo gli Inti-Illimani non avevano alcun contratto con le case discografiche italiane, nonostante ciò, nel 1999, questo disco è stato pubblicato in un'edizione italiana in tutto e per tutto analoga a quella cilena, curata dalla Agenzia Pindaro, loro tour manager per l'Italia, che è stata distribuita e venduta in occasione dei concerti, tramite il loro sito e ha avuto anche una piccola diffusione in alcuni negozi di dischi italiani. Negli Stati Uniti e Australia è stato pubblicato dalla Xenophile Records il 13 luglio 1999.

## Tracce
1. Antes de amar de nuevo – 3:04 (Horacio Salinas, Patricio Manns)
2. Esta eterna costumbre – 4:20 (Horacio Salinas, Patricio Manns)
3. La fiesta eres tú – 4:45 (Horacio Salinas, Patricio Manns)
4. La indiferencia – 3:48 (Horacio Salinas, Patricio Manns)
5. Negra presuntuosa – 3:50 (Andrés Soto)
6. Entre amor – 2:48 (Horacio Duràn)
7. El faro – 3:12 (Horacio Salinas, Patricio Manns)
8. La sombra – 3:51 (Horacio Salinas, Patricio Manns)
9. La carta del adiós – 4:00 (Horacio Salinas, Patricio Manns)
10. La negrita (tradizionale) – 2:37
11. Corrido de la soberbia (machista y vengativo) – 4:08 (Horacio Salinas, Patricio Manns)

Durata totale: 40:23

## Formazione
- Jorge Coulón: voce
- Horacio Salinas: chitarra, requinto, cajón peruviano, voce
- Horacio Duràn: charango
- Jorge Ball: flauto traverso, voce
- Marcelo Coulón: basso, voce
- Daniel Cantillana: violino, viola, voce
- Efrén Manuel Viera: clarinetto, maracas, congas, bongo
- Pedro Villagra: flauto traverso, sax soprano, voce

### Collaboratori
- José Villalobos: cajón peruviano, cencerro, quijada (Antes de amar de nuevo, Negra presuntuosa, El faro)
- Cristian Muñoz: tromba (Corrido de la soberbia)
- Víctor Hugo Campusano: acordeón (La fiesta eres tú)
- Gonzalo Prieto: percussioni (La fiesta eres tú)
- Fernando Julio: contrabbasso (La fiesta eres tú)
- Gabriel Salinas: acordeón (Entre amor)
- Antonio Larrea: fotografie e grafica
- Luis Albornoz: illustrazioni